# Tsukisamu-Sporthalle
Die Tsukisamu-Sporthalle (札幌市月寒体育館, Sapporo-shi Tsukisamu Taiikukan) ist eine Eissporthalle in der japanischen Stadt Sapporo. Sie befindet sich im Stadtbezirk Toyohira-ku und wurde im Hinblick auf die Olympischen Winterspiele 1972 erbaut. Die Halle ist Teil eines Sportzentrums auf dem Gelände einer früheren Radrennbahn.

## Beschreibung
Das zweistöckige, vom Architekturbüro Hokkaidō Nikken Design entworfene Gebäude ist im Besitz der Stadt Sapporo und befindet sich in unmittelbarer Nähe eines Wohnviertels. Um den störenden Einfluss möglichst zu begrenzen, liegt die Eisfläche unter der Erdoberfläche. Auf diese Weise ragt nur ein Stockwerk über den Boden heraus. Die Halle besitzt eine Grundfläche von 9678 m², die Eisbahn misst 60 × 30 m. Das leicht geneigte Dach wurde so konstruiert, dass der darauf gefallene Schnee auf natürliche Weise abschmelzen und das Schmelzwasser abfließen kann. Die Dachträger sind im Innern freiliegend.

## Geschichte
Das Gelände, auf dem die Halle heute steht, lag einst auf dem Gebiet der früher eigenständigen Stadt Toyohira im Landkreis Sapporo und war im Besitz der Kaiserlich Japanischen Armee. Darauf entstand im Jahr 1949 die Radrennbahn Sapporo (札幌競輪場, Sapporo keirinjō). 1954 fanden auf dieser die Radsportwettbewerbe des 9. Nationalen Sportfestivals statt. Nachdem Kingo Machimura 1959 zum Gouverneur von Hokkaidō gewählt worden war, kündigte er an, die im Besitz der Präfektur befindliche Radrennbahn innerhalb eines Jahres zu schließen. Die Stadt Toyohiro wollte die Radrennbahn selbst betreiben, doch die Bevölkerung war dagegen und die volle Aufmerksamkeit galt ohnehin der bevorstehenden Eingemeindung nach Sapporo. 1960 wurde die Radrennbahn geschlossen und im folgenden Jahr abgerissen. 1961 richtete die neue Besitzerin, die Stadtverwaltung von Sapporo, Anlagen für Softball, Rugby und Tennis auf dem Gelände ein.

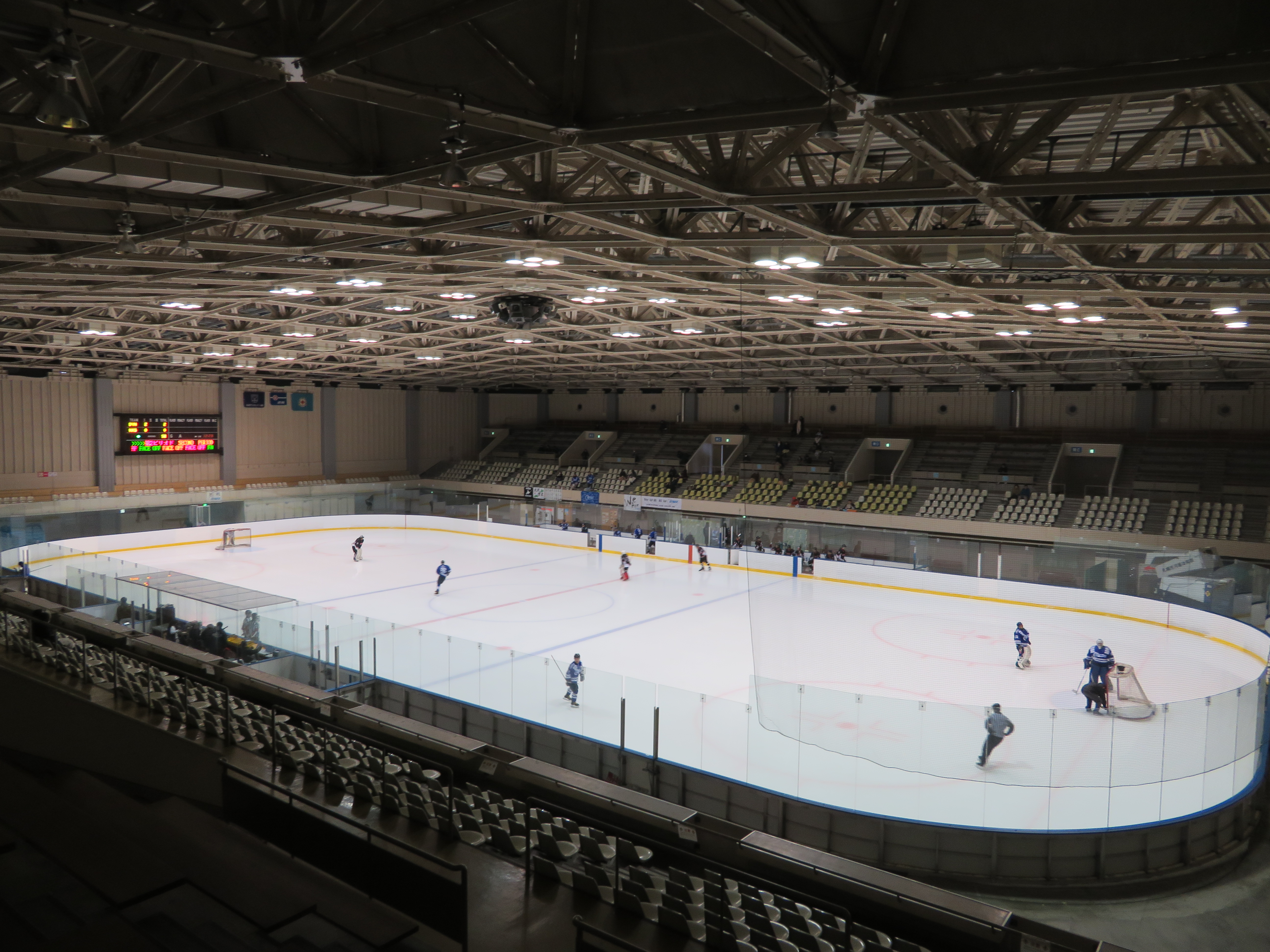
Innenansicht

Als die Stadt den Zuschlag für die Olympischen Winterspiele 1972 erhielt, war lange nicht sicher, ob neben dem Makomanai-Hallenstadion und der Mikaho-Sporthalle eine dritte Eissporthalle benötigt würde, da die Anzahl der am olympischen Eishockeyturnier beteiligten Mannschaften noch nicht bestimmt war. Aus diesem Grund verzögerte sich der Baustart bis März 1970. Nach 14-monatiger Bauzeit konnte die Tsukisamu-Halle im November 1971 eröffnet werden, wobei die Baukosten 979 Millionen Yen betrugen. Während der Olympischen Winterspiele fanden hier zehn Eishockeyspiele statt, die Zuschauerkapazität betrug damals 6000 (später auf 3373 reduziert).
Auch nach 1972 fanden hier bedeutende Sportveranstaltungen statt. Dazu gehören die Winter-Asienspiele in den Jahren 1986, 1990 und 2017, die Winter-Universiade 1991, das B-Turnier der Eishockey-Weltmeisterschaft der Herren 2008 und die Curling-Weltmeisterschaft der Damen 2015.

## Angrenzende Sportanlagen
Die Tsukisamu-Sporthalle ist Teil einer größeren Anlage mit mehreren Sport- und Freizeiteinrichtungen. Östlich an die Eissporthalle grenzt ein Rugbystadion mit einer Kapazität von 4715 Zuschauern. Es wurde 1979 eröffnet und 2011 renoviert. Im Süden stehen eine Anlage für Bogenschießen sowie eine im Jahr 2011 eröffnete Halle, in der das ganze Jahr über Curling gespielt werden kann. In den nordwestlichen Ecke befinden sich vier Tennisplätze.

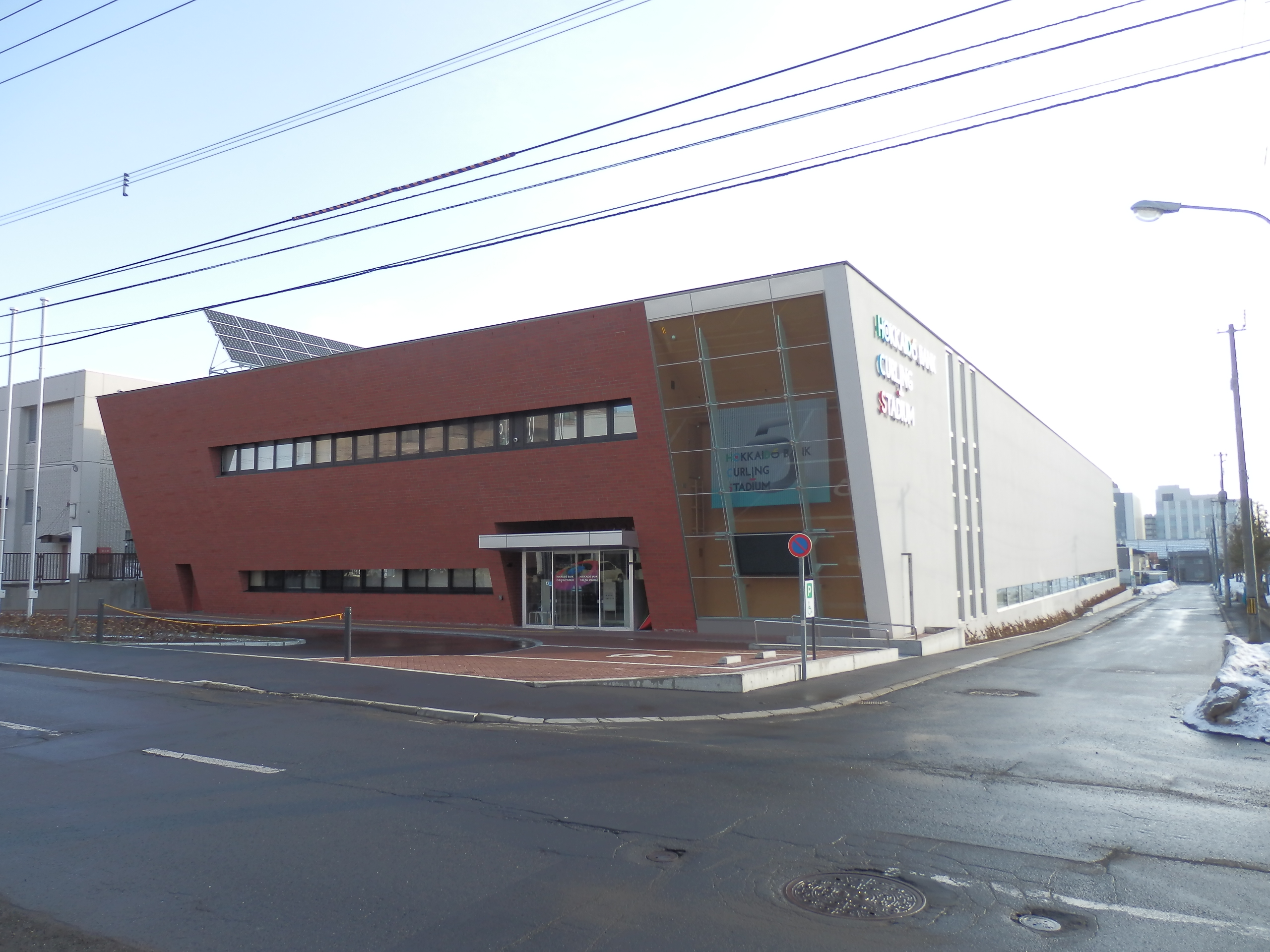
Curlinghalle
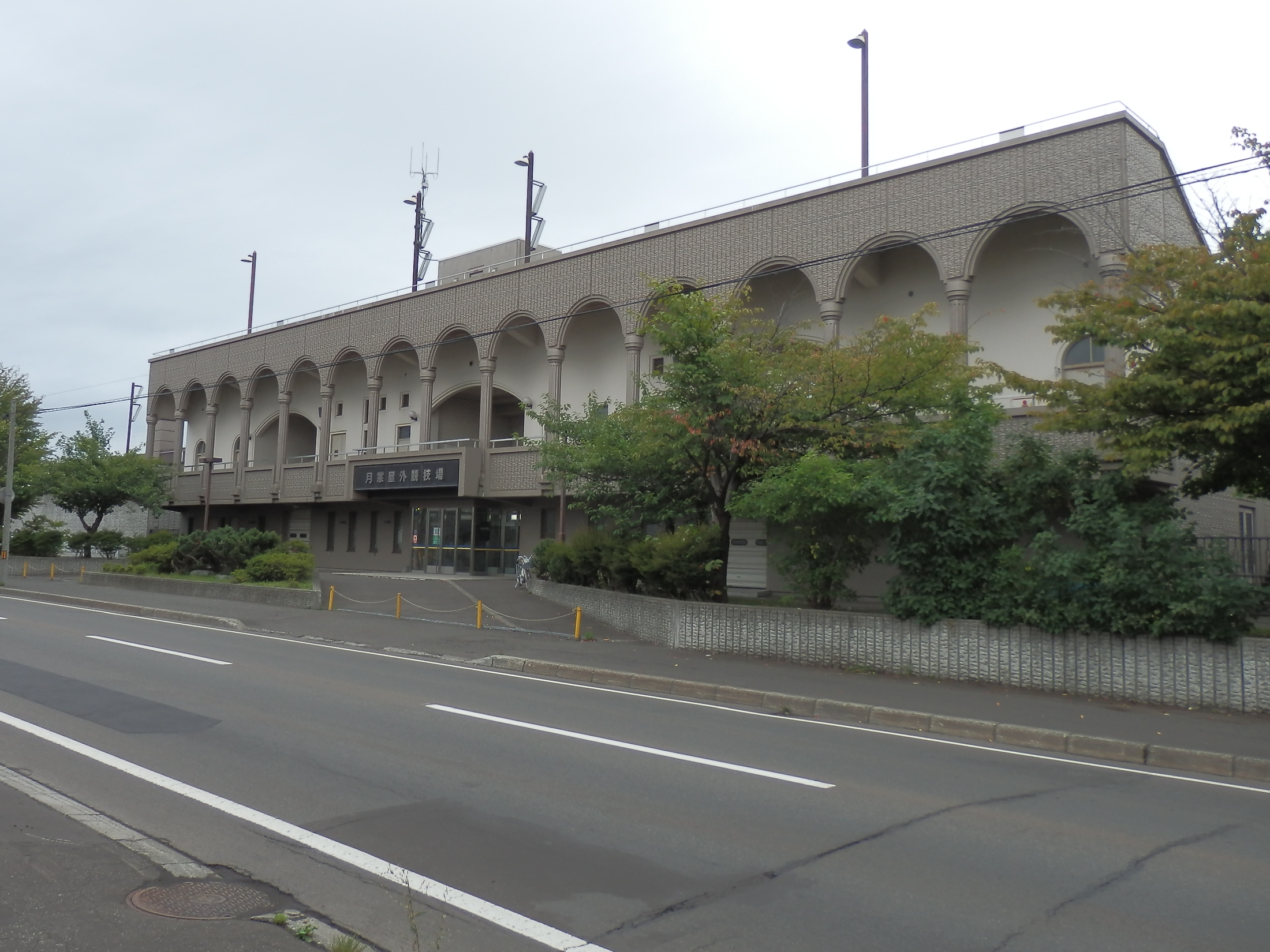
Rugbystadion